# Place de la Bastille
Die Place de la Bastille in Paris ist heute ein bedeutender städtischer Verkehrsknoten. Es ist gleichzeitig ein symbolischer Ort, denn hier begann die Französische Revolution mit der Erstürmung der Bastille, die dann zwischen dem 14. Juli 1789 und dem 14. Juli 1790 zerstört wurde.

## Lage und Bedeutung
Die 215 m lange und 150 m breite Place de la Bastille ist ein verkehrstechnisch wichtiger Platz in Paris. In den Platz münden im Uhrzeigersinn folgende Straßen:
- Rue Saint-Antoine (die Verlängerung der Rue de Rivoli), die am Pariser Rathaus und Châtelet vorbei zum Place de la Concorde führt.
- Rue de la Bastille
- Boulevard Beaumarchais, der zum Place de la République führt.
- Boulevard Richard-Lenoir, der in den Boulevard Jules-Ferry übergeht, zum Quai de Valmy führt und weiter den Canal Saint-Martin entlang zur Métrostation Stalingrad.
- Rue de la Roquette zum Place Léon-Blum (mit dem Rathaus des 11. Arrondissement) und weiter zum Friedhof Père-Lachaise.
- Rue du Faubourg Saint-Antoine, die zur Place de la Nation führt.
- Rue de Charenton, die zur Porte de Charenton Richtung Rathaus des 12. Arrondissement führt.
- Passage du Cheval-Blanc
- Rue de Lyon, die zum Gare de Lyon führt.
- Boulevard de la Bastille und Boulevard Bourdon, die beide dem Ufer des Port de l’Arsenal bis zur Seine folgen.
- Boulevard Henri-IV

Am Platz liegt die Opéra Bastille von Carlos Ott. Unter dem Platz befindet sich die nach dem Platz benannte Metrostation Bastille (Métro-Linie 5). Der Bahnsteig der Metro-Haltestelle enthält Überreste der äußeren Mauer des Festungsgrabens. Unter der Metro-Station liegt der für 2 km unterirdisch in einem Tunnel unter dem Boulevard Richard Lenoir verlaufende Canal Saint-Martin, der am Port de l’Arsenal beginnt. Dieser dient als Yachthafen für über 200 Schiffe, die über eine Schleuse die Seine erreichen können.

### Verkehrsanbindung
- 3 Métrolinien: 1, 5 (beide Haltestelle Bastille) und 8 (Chemin Vert)
- 10 Buslinien: 29, 65, 69, 76, 86, 87, 91, Open Tour
- 5 Nachtbuslinien: N01, N02, N11, N16, N144
- Taxistation

## Geschichtliche Entwicklung

### La Bastille

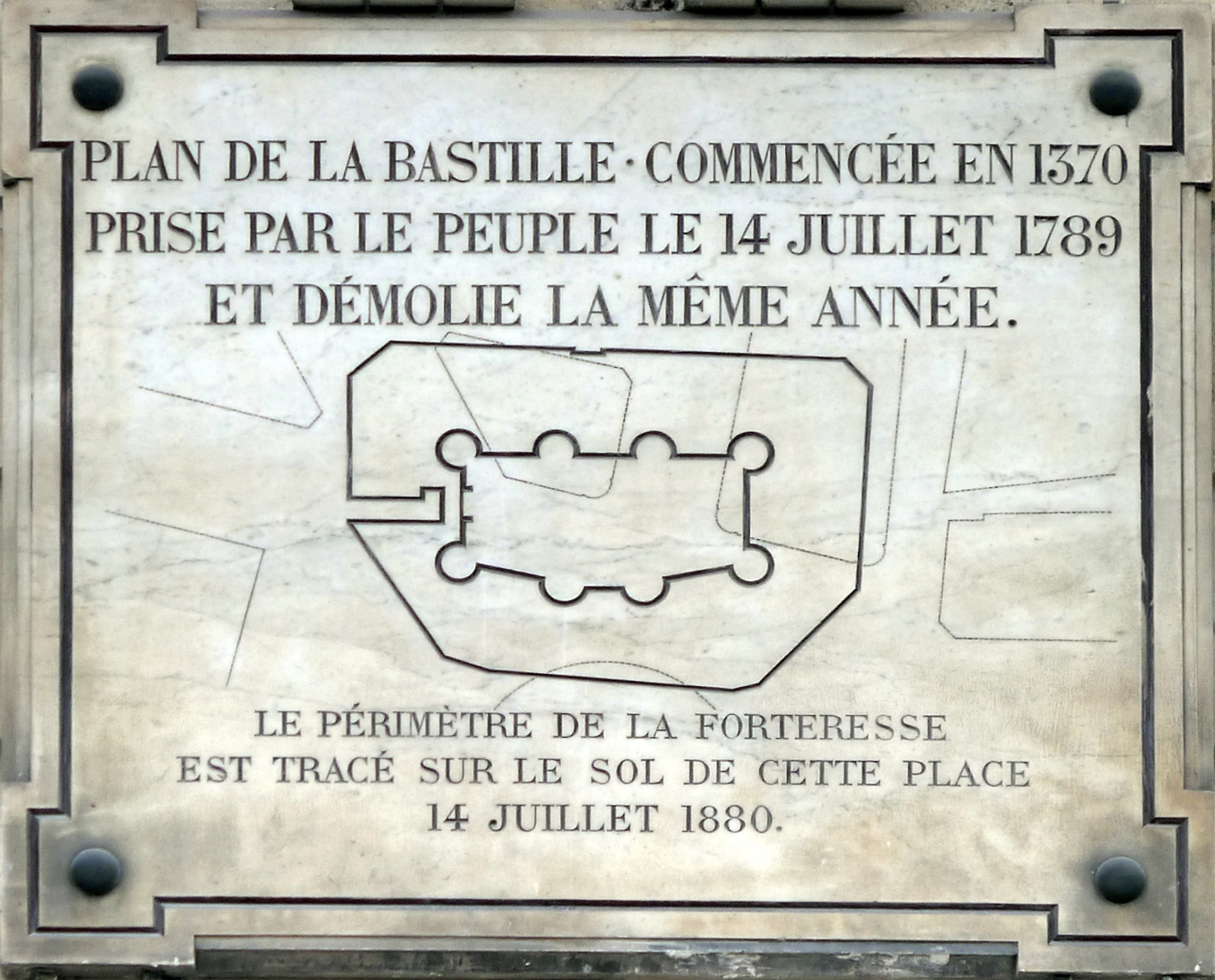
Plakette, die die Position der ehemaligen Festung in Bezug auf den aktuellen Platz angibt und am Gebäude Nr. 5, Place de la Bastille (4. Arr.) angebracht ist

Der Vorsteher der Pariser Kaufleute, Étienne Marcel, ließ ein befestigtes Tor zur Verteidigung der Rue Saint-Antoine errichten und von einer kleinen Bastion (französisch Bastille) umgeben.
Karl V. wollte sein Hôtel Saint-Paul vor einem plötzlichen Angriff schützen und ordnete den Wiederaufbau dieser Befestigungen in größerem Umfang an. Hugues Aubriot, der damalige Vorsteher der Pariser Kaufleute, legte 1370 hierzu den Grundstein.
Ursprünglich hatte die Befestigung nur zwei Türme; schnell kamen noch zwei andere hin zu, und Karl VI. ließ 1383 noch vier Türme errichten und verband sie durch dicke Mauern von einem Wassergraben umgeben. Zwischen 1553 und 1559, unter Heinrich II., kamen neue Befestigungen hinzu. Diese Arbeiten beinhalteten eine Kurtine, verbunden durch Bastionen und umgeben von einem tiefen Graben. Die Konturen der Ostwände der Festung sind heute durch ein spezielles Pflaster im westlichen Teil des Platzes gekennzeichnet.
Im Mai 1418 war Karl VII., damals ein französischer Dauphin, gezwungen, seine Residenz, das Hôtel Saint-Paul, zu verlassen und floh über die Bastille aus Paris wegen der Massaker der Burgunder, angeführt vom Scharfrichter Capeluche.
Im August desselben Jahres belagerten die Burgunder die Bastille Saint-Antoine und brachen die Tür auf, um sie den Armagnaken abzunehmen, die sich hierher geflüchtet hatten. Als man dann die Gefangenen zum Grand-Châtelet überführen wollte, wurde die Eskorte angegriffen, und das Volk massakrierte die Armagnaken.
Diese Bastille, die zum Schutz der Hauptstadt vor Angriffen der Burgunder und Engländer gebaut worden war, diente unter Ludwig XI. als Gefängnis. Ludwig I., Graf von St. Pol, Connétable von Frankreich, wurde am 27. November 1475 in die Bastille gesperrt und am 19. Dezember des gleichen Jahres auf dem Place de Grève enthauptet.
Richelieu machte die Bastille zum Staatsgefängnis. Der Sturm auf die Bastille am 14. Juli 1789 durch die Bevölkerung des Faubourg Saint-Antoine wird gewöhnlich als Beginn der Französischen Revolution angenommen. Seit diesem Hauptereignis der Französischen Geschichte hat der Platz Symbolcharakter und ist Schauplatz zahlreicher politischer Demonstrationen.
Als am 14. August 1789 der Abriss begann, haben Arbeiter im Gemäuer des Grafschaftsturm fünf Kugeln gefunden. Man vermutet, dass sie anlässlich der Schlacht des Faubourg Saint-Antoine 1652 hier eingeschossen wurden. - Teile des Abrissmaterials wurden für den Bau der Pont Louis XVI verwandt.
Ein Gesetz vom 27. Juni 1792 verlangte die Schaffung eines Platzes auf dem Gelände der Bastille. Am 11. Frimaire XII (3. Dezember 1803) wurde ein Erlass zur Gestaltung vom «Gouvernement de la République» verfasst, der allerdings nicht umgesetzt wurde.

### Tanzplatz
Am 14. Juli 1790 organisierte der Unternehmer Pierre-François Palloy ein Fest anlässlich des offiziellen  Föderationsfestes: Inmitten der Ruinen wurde ein Zelt errichtet mit der Ankündigung «Ici on danse» (deutsch Hier wird getanzt); dies war der erste Ball zum 14. Juli und ist seit dem Tradition. Von dem Zelt gibt es eine Gouachemalerei auf Karton (Musée Carnavalet) von Henri-Joseph Van Blarenbergh, einem Militärmaler, von dem auch Gemälde vom Sturm auf die Bastille stammen.
Seit dem 16. Juni 1792 ist es beschlossene Sache, dass das Areal der Bastille ein Platz «der Freiheit» ist und hier eine entsprechende Säule zu errichten wäre. Palloy, der Unternehmer, der die Bastille abgerissen hatte, lieferte den ersten Stein; jedoch blieb es dabei. Lediglich eine Fontäne wurde 1793 an der Stelle errichtet.

### Errichtung der Guillotine auf dem Platz
Vom 9. bis 14. Juni 1794 wurde auf dem Platz, der von den Resten der Bastille befreit war und nun «Place Antoine» hieß, die Guillotine errichtet. Die Citoyens verlangten jedoch die Verlegung auf den Place du Trône-Renversé (deutsch Platz des gestürzten Throns). Allein auf dem Place de la Bastille wurden 75 Personen guillotiniert.

### Der Elefant der Bastille

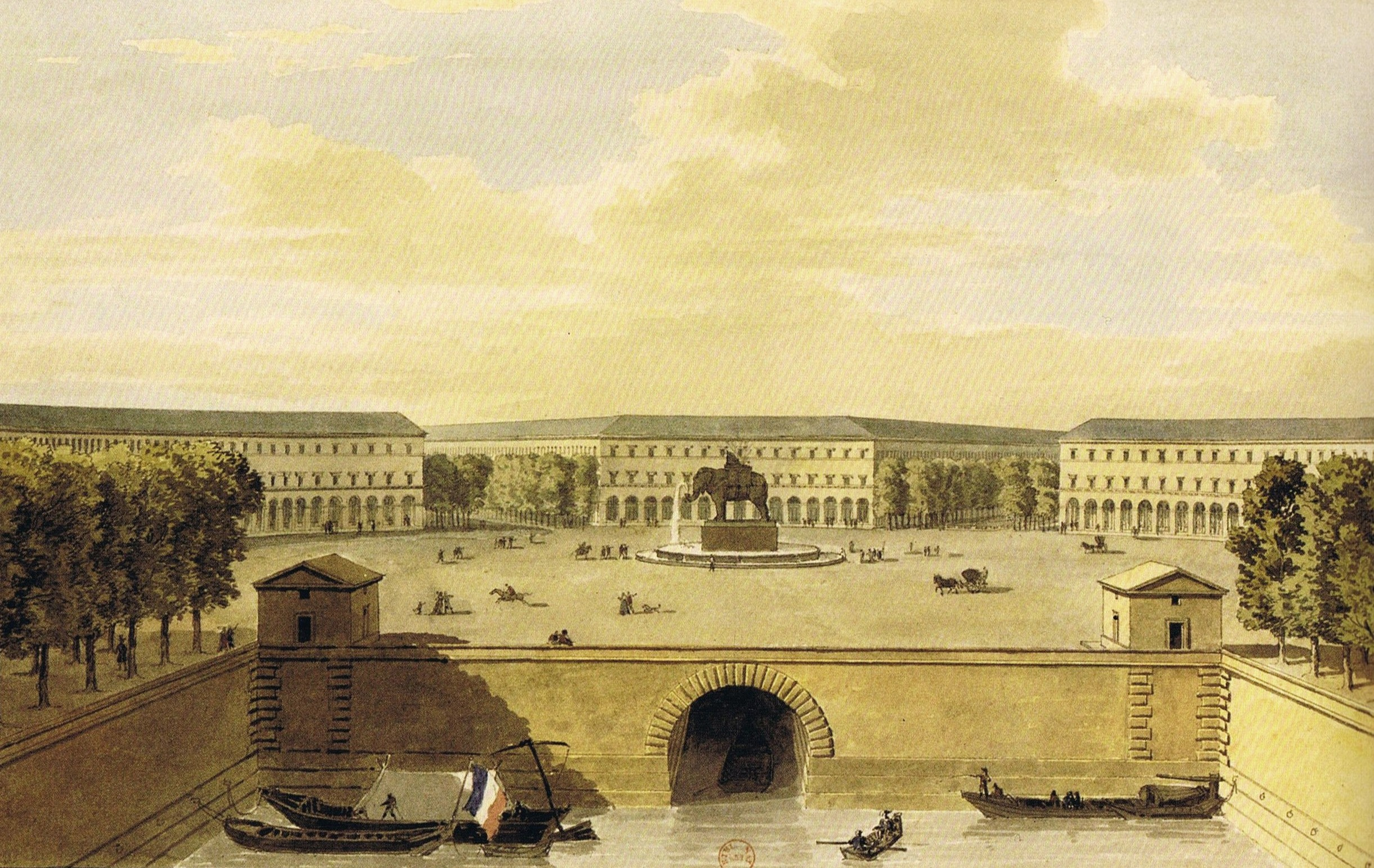
Projektiert: Place de la Bastille mit einem Elefanten in der Mitte

Napoleon, der Paris neu gestalten wollte, sah in einem Projekt von 1808 vor, ein Monument mit einem Elefanten, der eine Sänfte trägt, zu errichten, um ein Pendant im Osten zum Arc de Triomphe de l’Étoile im Westen von Paris zu schaffen. Es sollte 24 m hoch sein und aus der Bronze der von Russen erbeuteten Kanonen gegossen werden. Von einem Fuß aus sollte eine Treppe den Aufstieg ermöglichen.
Hierzu gibt es einen kaiserlichen Erlass, ausgestellt am 24. Februar 1811 im Palais des Tuileries:

„Der Elefant, der die Fontaine de la Bastille schmücken soll, wird aus Bronze gegossen. Das Material des Monuments ist nicht in den Ausgaben enthalten; es wird aus unseren Arsenalen geliefert und unser Kriegsminister bildet hierzu die Bronzebarren (aus den Kanonen), die in der Schlacht bei Friedland erobert wurden.“

Der Architekt Jean-Antoine Alavoine begann 1833 mit der Arbeit, aber es wurde nur ein lebensgroßes Gipsmodell des Bildhauers Pierre-Charles Bridan aufgestellt. Victor Hugos Roman Les Misérables erinnert  durch den Schutz daran, den er Gavroche bietet. 1846 wurde das Monument abgerissen; es blieb nur der Grundriss der Fontäne übrig.

### Die Julisäule

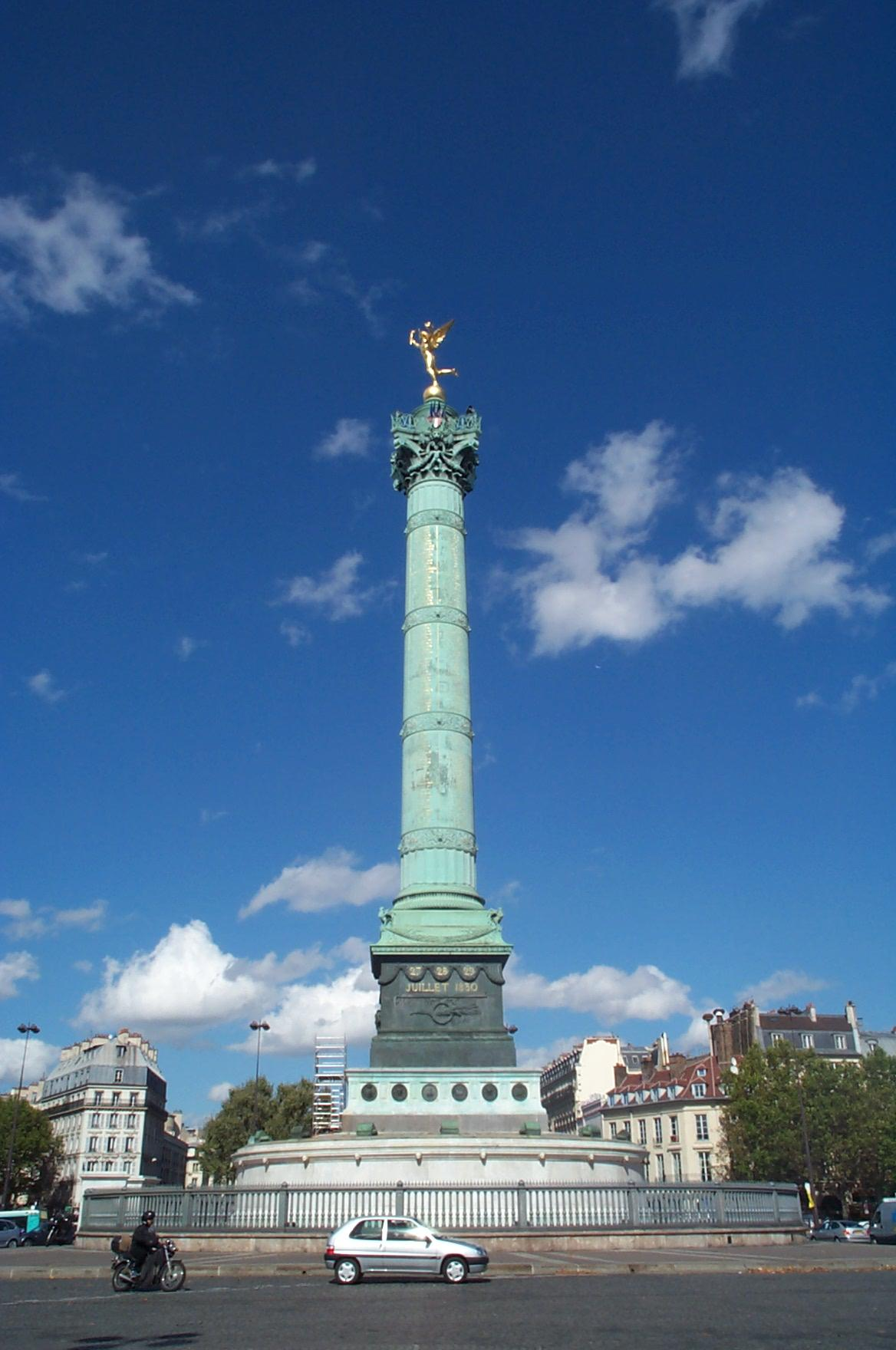
Julisäule

1830 entschied Louis-Philippe I., die Julisäule, die schon für 1792 vorgesehen war, zu bauen, aber jetzt zur Erinnerung an die Trois Glorieuses.
Ein königlicher Erlass vom 6. Juli 1831 ordnete die Errichtung einer Gedenkstätte zu Ehren der Opfer der drei Revolutionstage an. Schon am 27. Juli wurde der Grundstein von Louis-Philippe I. gelegt. Die Säule ist nach korinthischem Vorbild gestaltet: Inschriften, Palmen, Kronen von Unsterblichen, Eichenkränze, die Stadtwappen, der gallische Hahn und der Löwe, astronomisches Symbol des Monats Juli, schmücken den Sockel.
Die Einweihung fand 1840 statt.

### Nationale Arena

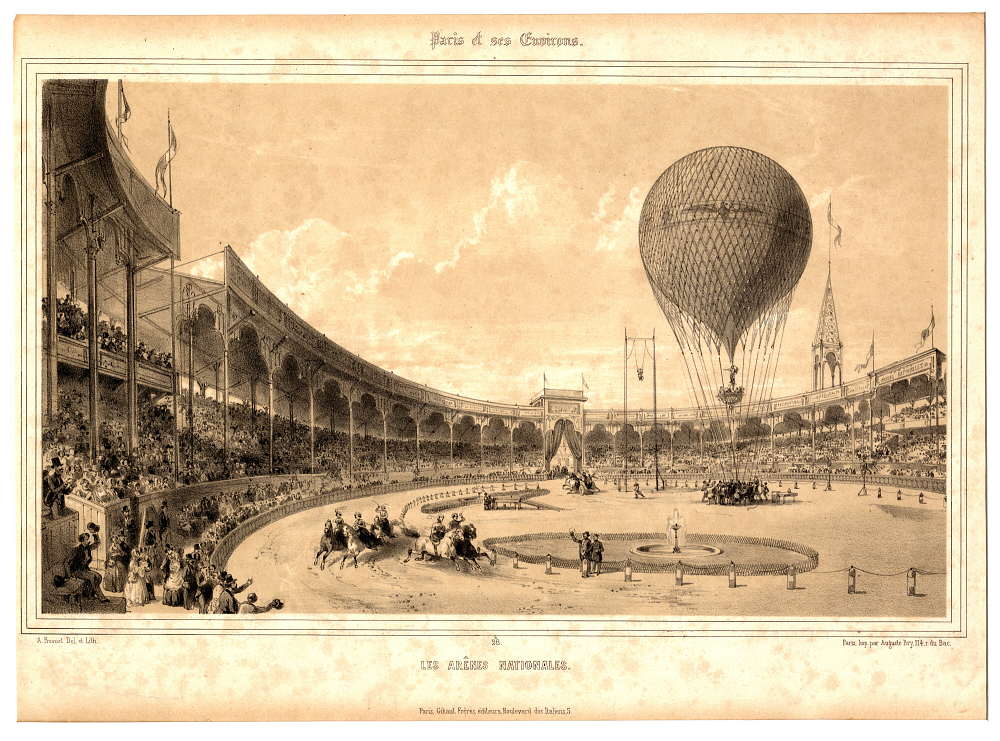
Les Arènes nationales

Place de la Bastille war der Eingang zu den Arènes nationales, einem riesigen Freluftveranstaltungsort, der am 1. Juli 1851 eröffnet wurde. Am 23. Februar 1852 fand hier zum Rosenmontag ein großer Karnevalsumzug statt. Die Aktivitäten in den Arènes nationales waren kurz: 1854 wurde das Gelände verkauft, um darauf Wohngebäude zu errichten.

### Bahnhof La Bastille

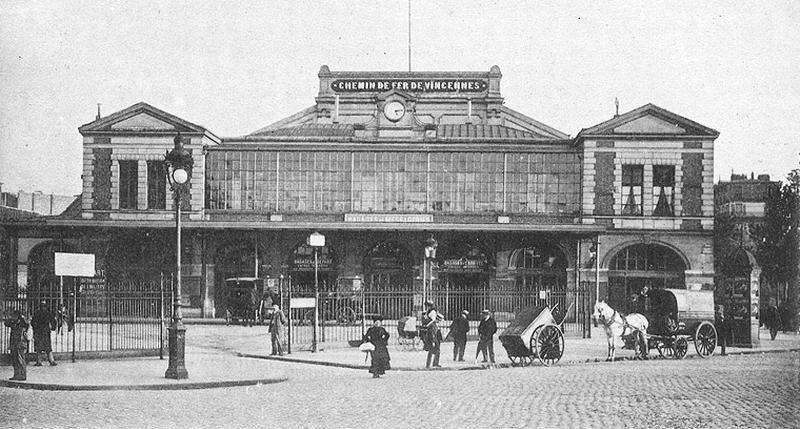
Der Gare de la Bastille um 1900

Der Gare de la Bastille (auch: Gare de Paris-Bastille) ist ein ehemaliger Pariser Bahnhof, der von 1859 bis 1969 geöffnet war. Er war Ausgangspunkt für die Linie Paris–Verneuil-l’Étang, genannt Ligne de Vincennes, womit unterstrichen werden sollte, dass die Einrichtung gleichzeitig mit der vom Fort de Vincennes stattfand. Nach der Einstellung des Zugverkehrs wurde das Empfangsgebäude bis zu seinem Abriss 1984 als Ausstellungsraum genutzt; an seiner Stelle wurde die Opéra Bastille errichtet.

### Schlachten derCommune1871

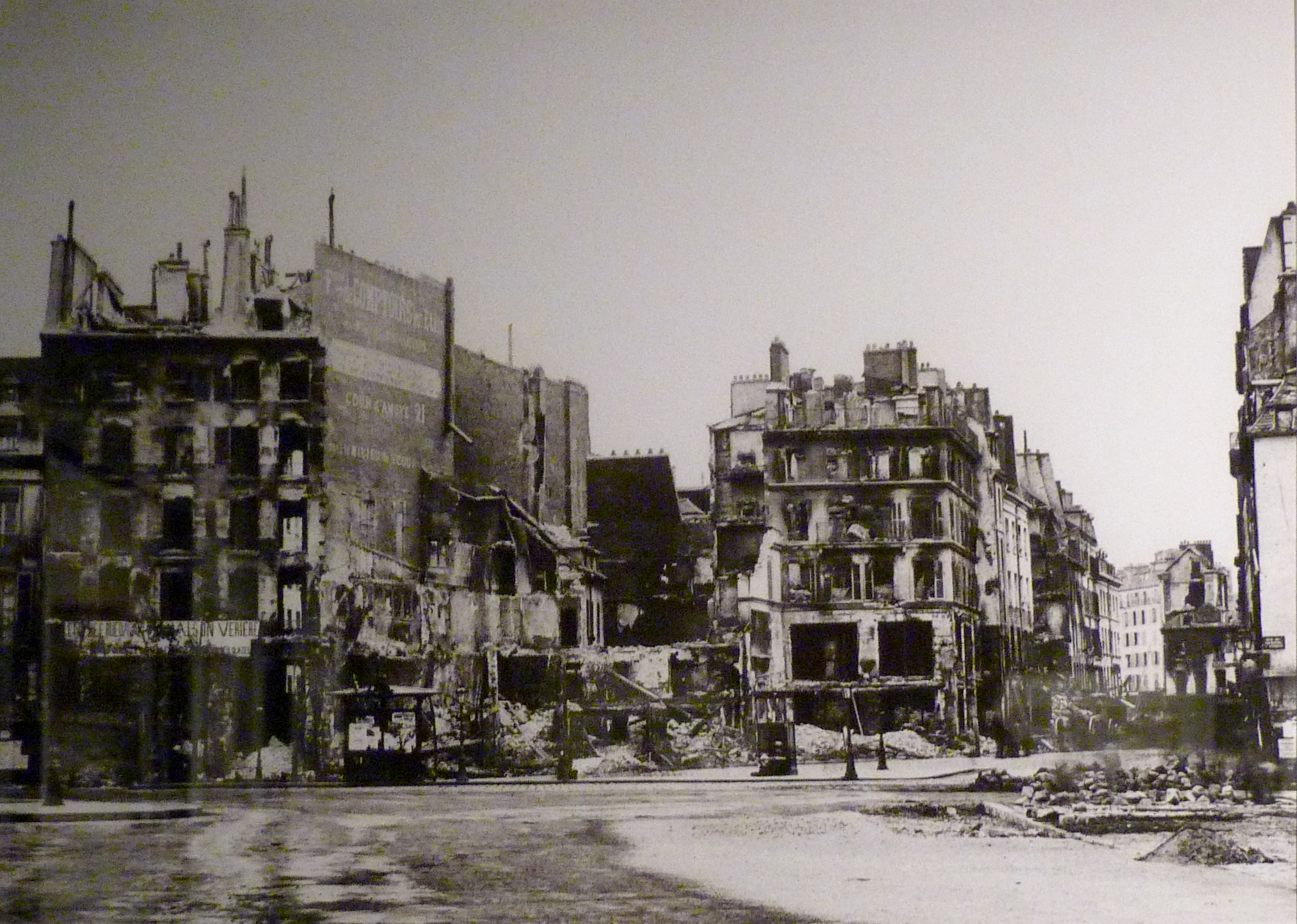
Place de la Bastille im Jahr 1871

Am 24. Mai 1871 versuchten die Communards die Julisäule zu zerstören, wie es ihnen schon mit der Colonne Vendôme gelungen war. Unter dem Canal Saint-Martin legten sie einen Behälter mit Petroleum im Bereich der Säule. Die Flammen schlugen 50 m hoch aus dem Tunnel und schlängelten die Säule hoch. Schließlich wurden bis zu 30 Geschosse von de Pont d’Austerlitz und vom Buttes-Chaumont abgefeuert, aber die Säule blieb unbeschädigt.

## Sehenswürdigkeiten

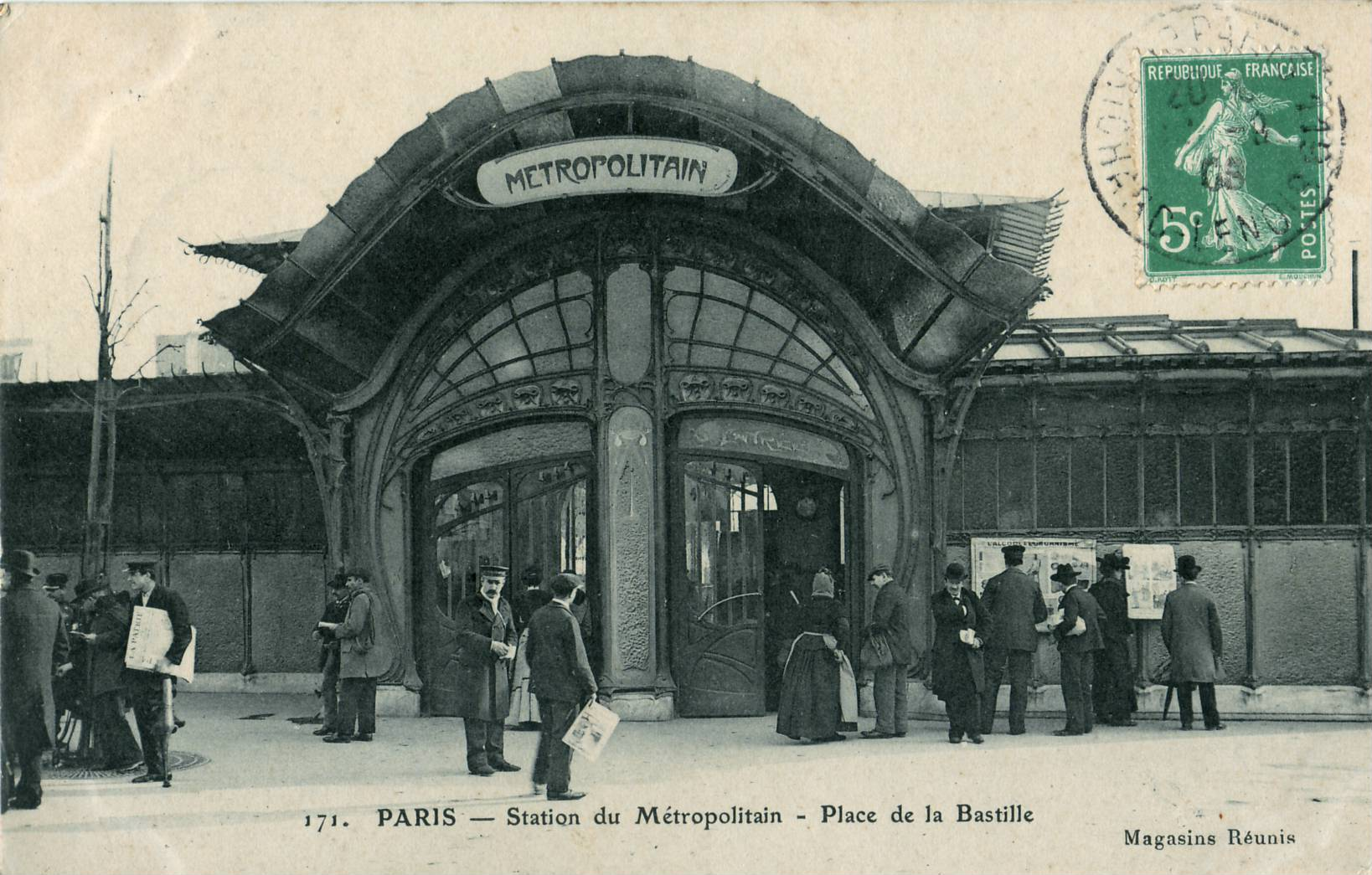
Metrozugang Bastille von Hector Guimard, 1962 abgerissen

- Die Julisäule, erbaut zwischen 1833 und 1840 zur Erinnerung an den Sturz der Monarchie Karl X. (27., 28. und 29. Juli 1830)
- Die Abmessungen der Festung La Bastille ist mit einer Aufpflasterung gekennzeichnet.
- Am Haus Nr. 5, “Café français”, ist eine Plakette angebracht, auf der eine Skizze der ehemaligen Festung dargestellt wird.
- Zwei Überreste der Grundmauern der Festung sind in der Metrostation Bastille (Linien 5, 1, 8; Linie 5 Richtung Bobigny) und im Tunnel zum Eingang Boulevard Henri IV. zu sehen.
- Die Opéra Bastille und dahinter das Hôpital des Quinze-Vingts
- Der Port de l’Arsenal, in den der Canal Saint-Martin mündet.

## Aktivitäten

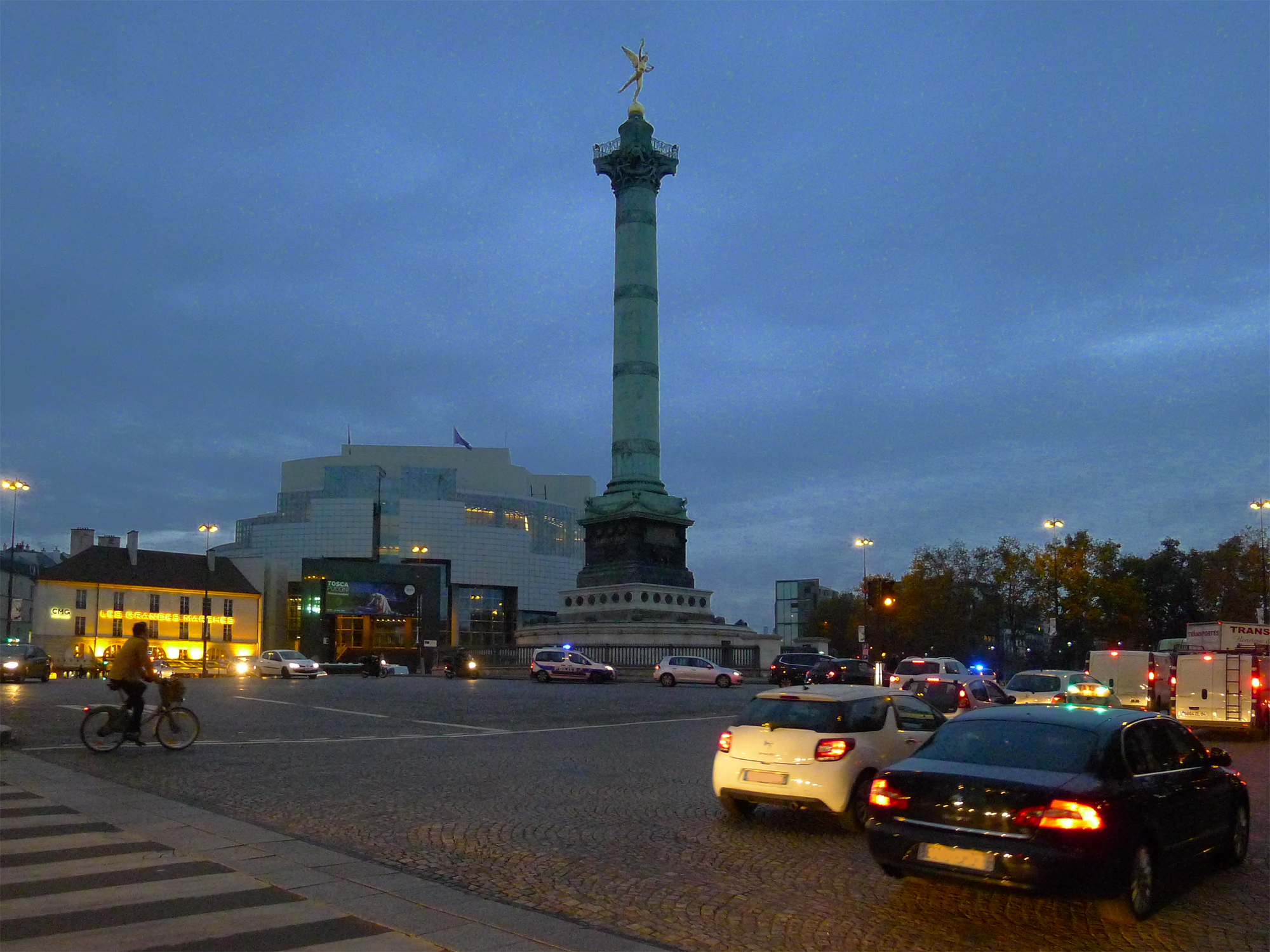
Der Platz im Jahr 2014

Der Platz wird regelmäßig für Ausstellungen und Märkte benutzt. Die Troisième République machte den Platz zur offiziellen Republikanischen Einrichtung, als 1880 zum ersten Mal der französische Nationalfeiertag gefeiert wurde.
Er ist bei der Jugend sehr beliebt, wegen der vielen Cafés, Restaurants, Kinos und Nachtcafés, die es hier gibt.
Der Platz ist Ausgangspunkt, Zielpunkt oder Durchgangsstation vieler Demonstrationen sozialer, politischer oder gewerkschaftlicher Art.
Der Platz ist traditionell seit 1980 auch Ausgangspunkt für die Gay Pride, besonders seit den 1990er mit einem Teilnehmerrekord von 200 000 bis 700 000 nach unterschiedlichen Quellen.

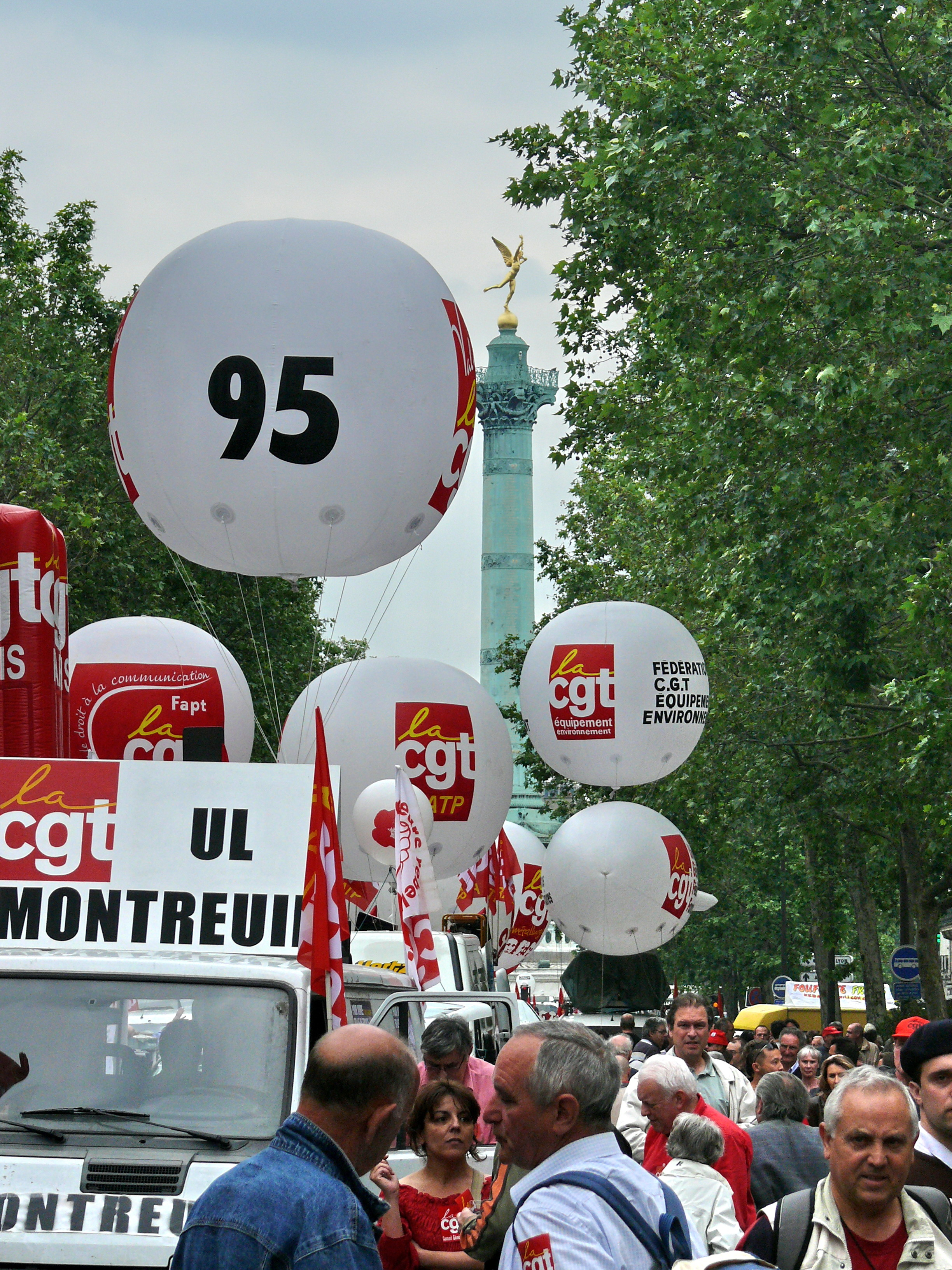
Demonstration der Gewerkschaften vom 22. Mai 2008
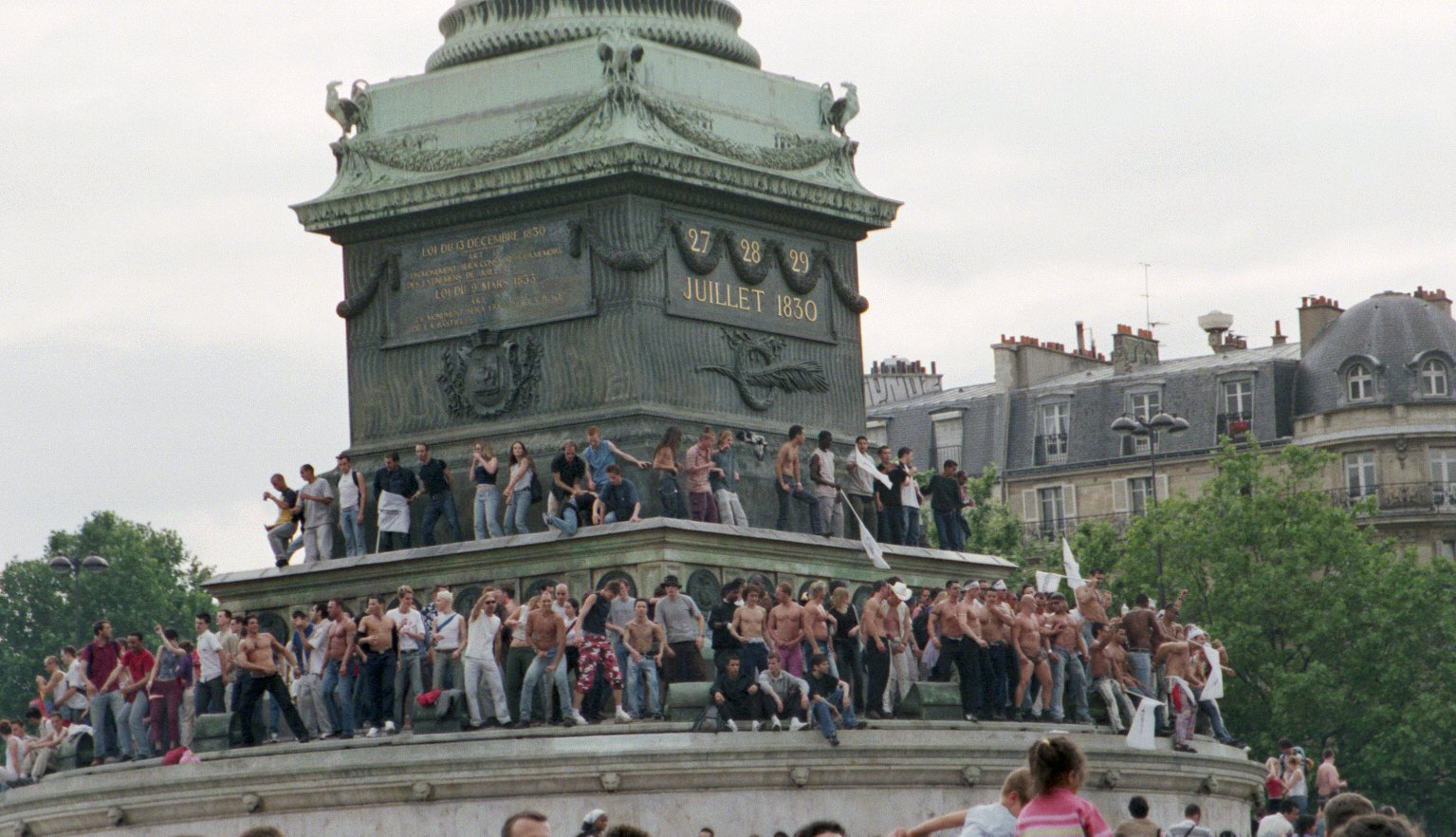
Julisäule beim Marche des fiertés
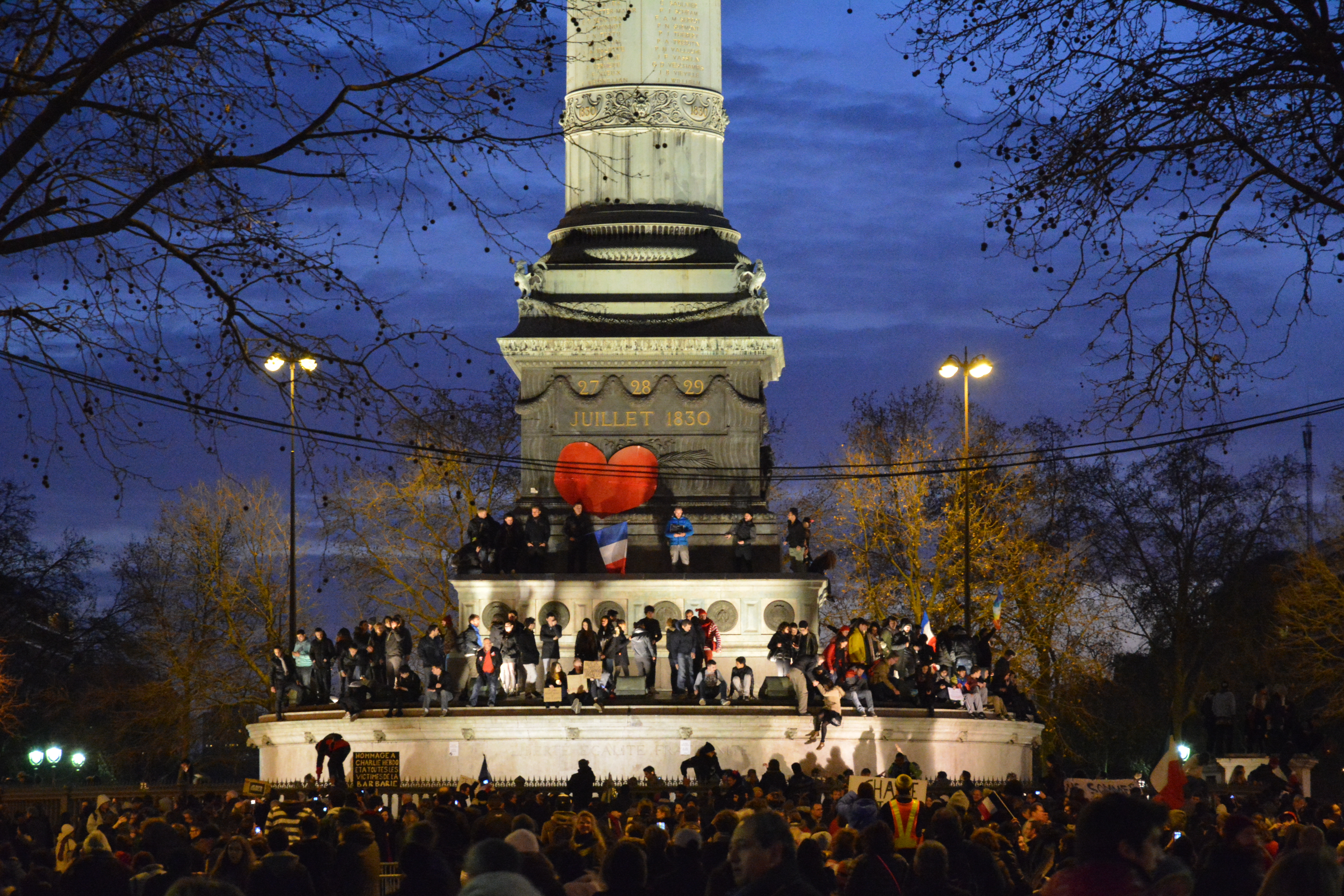
La Bastille am Abend der Manifestations des 10 et 11 janvier 2015

Jeden Sonntagnachmittag ist der Platz, wenn es das Wetter zulässt, Ausgangspunkt für einen rund 20 km langen abgesicherten Parcours durch die Straßen von Paris für Inline-Skater. Das Ereignis ist für jedermann kostenlos und wird von dem Verein Rollers et Coquillages veranstaltet.
Die Gegend nordöstlich des Platzes hat ein lebendiges Nachtleben mit vielen Cafés, Bars, Nachtclubs und Konzerthallen. Im Osten bildet die Rue du Faubourg Saint-Antoine die Hauptachse der ehemaligen Vorstadt Saint-Antoine.